# Carlos Retegui
Carlos José Retegui (Buenos Aires, 19 de dezembro de 1969) é um treinador e ex-jogador de hóquei sobre a grama argentino. Ele foi o técnico das leonas nos Jogos Olímpicos de Londres de 2012, no qual conseguiu levar a seleção argentina à conquista da medalha de prata.